# Киселёвка (Менский район)
Киселёвка (укр. Киселівка) — село в Менском районе Черниговской области Украины. Население 1264 человека в 2001 году. Население 902 человека в 2021 году. Занимает площадь 3,71 км².
Код КОАТУУ: 7423084501. Почтовый индекс: 15640. Телефонный код: +380 4644.

## Власть
Орган местного самоуправления — Киселёвский сельский совет. Почтовый адрес: 15640, Черниговская обл., Менский р-н, с. Киселёвка, ул. Осипенко, 39.

## История
В ХІХ столетии село Киселёвка было в составе Александровской волости Сосницкого уезда Черниговской губернии. В селе была Николаевская и Параскиевская церковь. Священнослужители Параскиевской церкви:
- 1795 — священник Наум Григорьевич Тимошевский